# Pourville-sur-Mer
Pourville-sur-Mer is een badplaats in de Franse gemeente Hautot-sur-Mer in het departement Seine-Maritime in Normandië. Het dorp ligt aan de Kanaalkust in het noorden van de gemeente, twee kilometer ten noorden van het dorpscentrum van Hautot, en tegen de grens met buurgemeente Varengeville-sur-Mer.

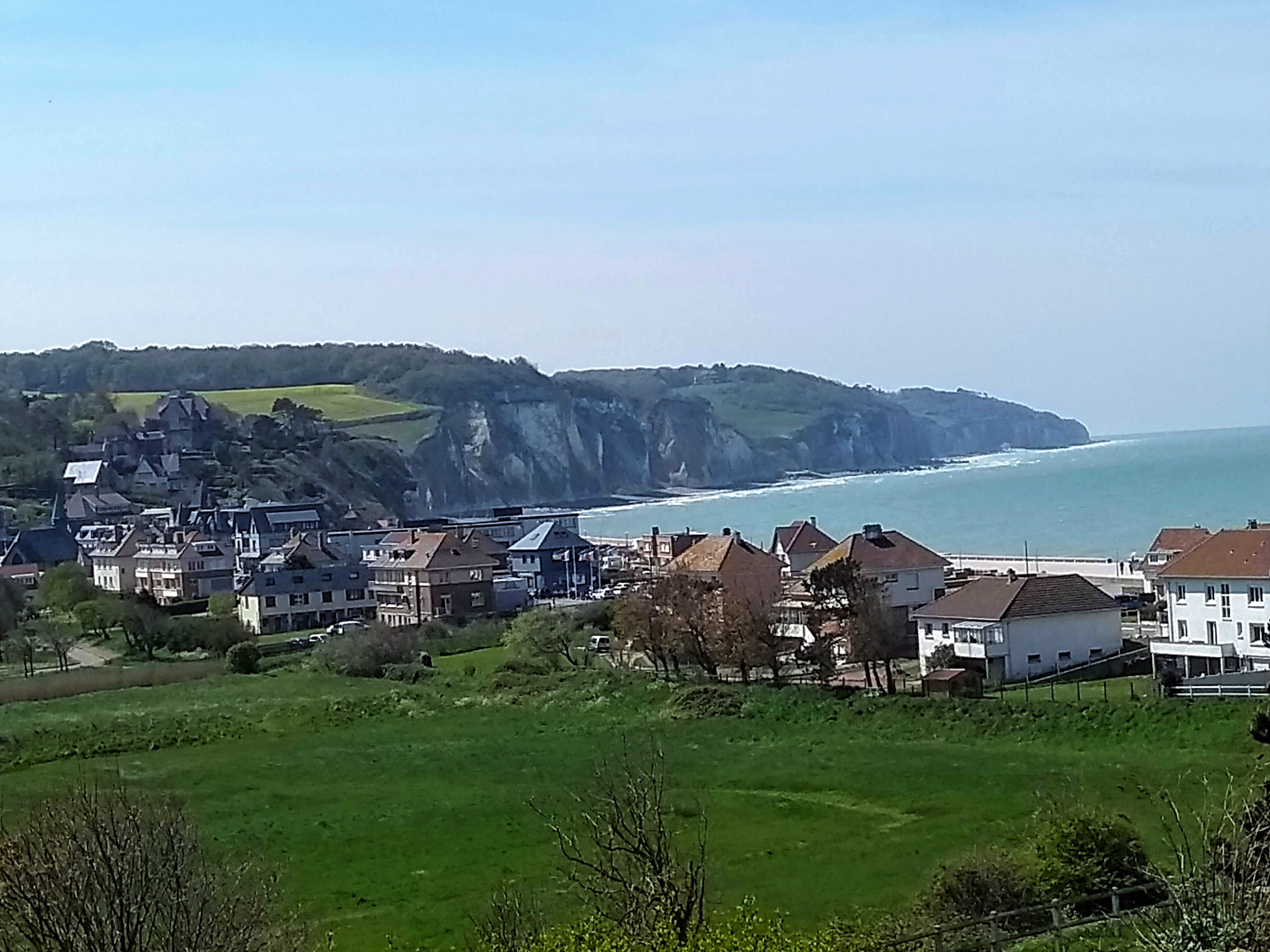
Zicht op Pourville-sur-Mer

De Scie mondt er uit in het Kanaal.

## Geschiedenis
Op de 18de-eeuwse Cassinikaart is het plaatsje aangeduid als Pourville.
Op het eind van het ancien régime op het eind van de 18de eeuw, toen de gemeenten werden gecreëerd, werd Pourville een gemeente. In 1822 werd de gemeente echter opgeheven en met het naburige Appeville-le-Petit toegevoegd aan de gemeente Hautot-sur-Mer.
Pourville was aanvankelijk een vissersdorp, maar ontwikkelde zich vanaf de 19de eeuw tot badplaats. Eind 19de eeuw werd ten oosten van Pourville, tussen de badplaats en Dieppe golfclub Dieppe-Pourville geopend.

## Bezienswaardigheden
- De Église Saint-Thomas-de-Canterbory

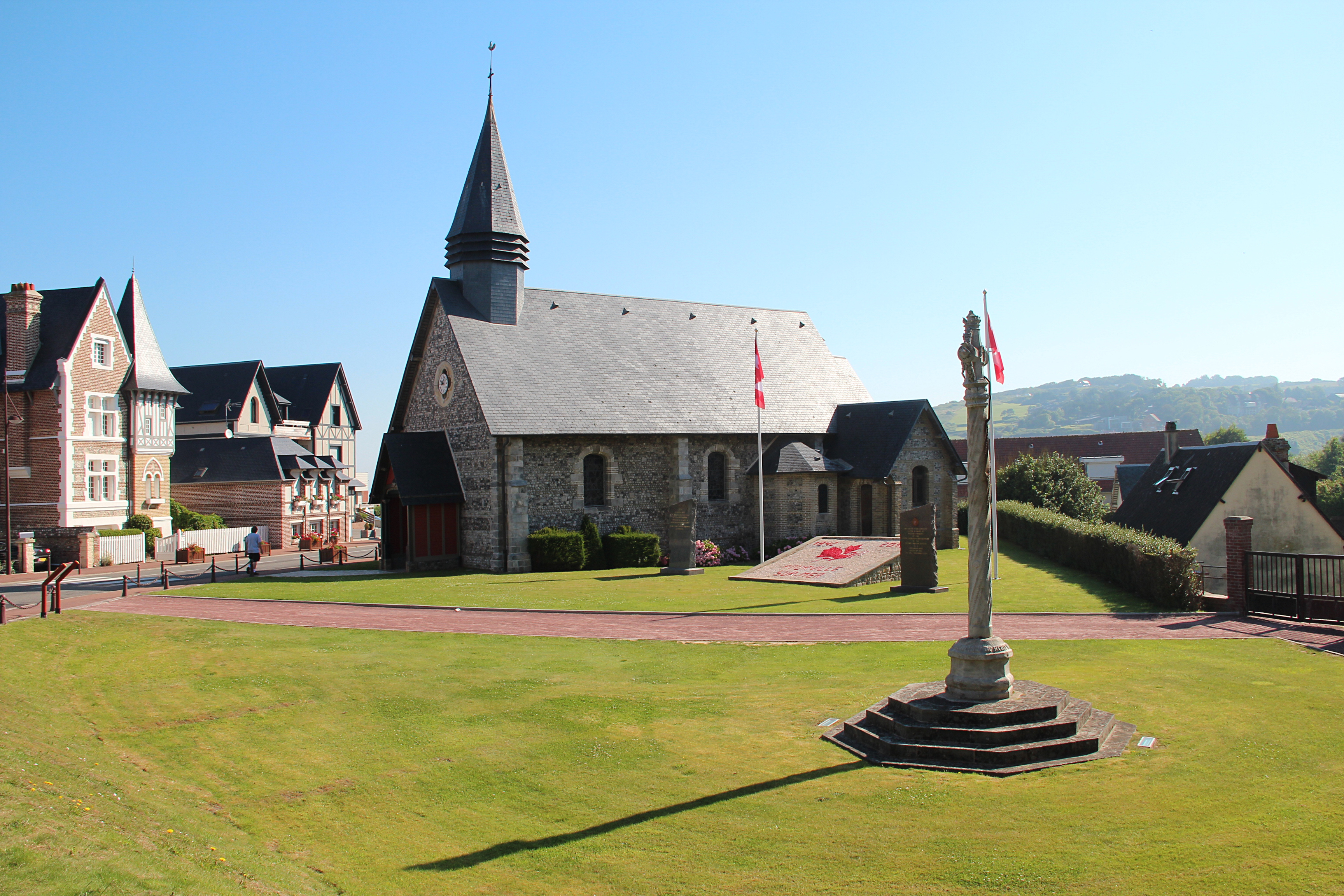
Église Saint-Thomas-de-Canterbory

## Cultuur
In 1882 verbleef Claude Monet in Pourville. Hij creëerde er tientallen schilderijen van de kust van Pourville. In 1915 verbleef Claude Debussy een tijd in Pourville, waar hij een aantal van zijn latere werken componeerde.

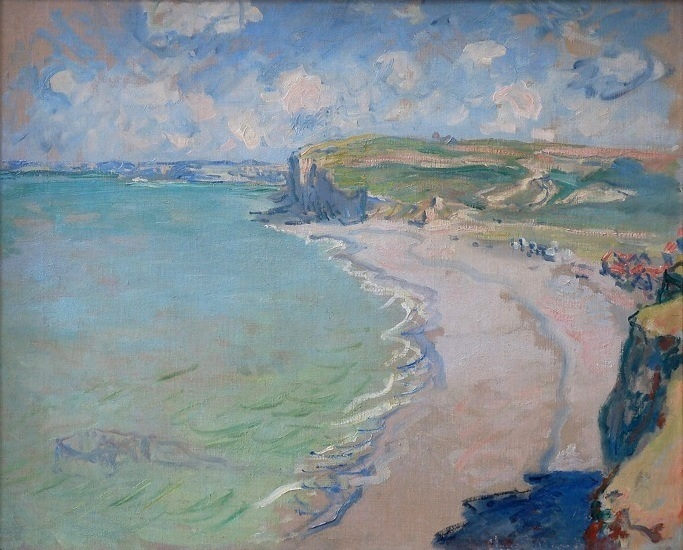
Claude Monet, La Plage de Pourville, 1882

Bas d'Hautot · Hautot-sur-Mer · Petit-Appeville · Le Plessis · Pourville-sur-Mer